# Nemoura rotundprojecta
Nemoura rotundprojecta is een steenvlieg uit de familie beeksteenvliegen (Nemouridae). De wetenschappelijke naam van de soort is voor het eerst geldig gepubliceerd in 2008 door Du & Zhou.